# Francisco Machado Vitória Sosinho
 Francisco Machado Vitória Sosinho  (Ilha Terceira, Açores, Portugal, 6 de Maio de 1856 —?) foi um padre e jornalista português foi cura da Matriz das Velas da ilha de São Jorge, e de São Mateus da Calheta, de Angra do Heroísmo, ilha terceira. Foi vigário dos Biscoitos, concelho da Praia da Vitória, também na ilha Terceira. Colaborou em vários jornais dos Açores.